# سلامة محمد الهرفي البلوي
سلامة محمد الهرفي البلوي هو مؤرخ عربي أردني متخصص في التاريخ الإسلامي ومؤسس فرع الدراسات الأمنية في الحضارة الإسلامية، عمل في العديد من الجامعات العربية والأجنبية، وله أكثر من 70 عمل علمي منشور، ومشاركات فاعلة في وسائل الإعلام المختلفة.

## سيرته
ولد في زرقاء ماعين عام 1957 وحصل على درجة البكالوريوس في التاريخ الإسلامي من الجامعة الأردنية عام 1978 ثم درجة الماجستير في التاريخ الإسلامي من جامعة الملك عبدالعزيز عام 1982 ودرجة الدكتوراة من جامعة أم القرى في التاريخ الإسلامي عام 1985.
عمل في جامعة الملك فيصل رئيساً للدراسات الاجتماعية ورئيساً لقسم الكتاب والسنة في الجامعة الإسلامية العالمية بماليزيا ونائباً للعميد في كلية الدراسات الإسلامية بدبي ورئيساً لقسم التاريخ والحضارة الإسلامية في جامعة الشارقة، وأول مدير لمؤسسة الشارقة الدولية لتاريخ العلوم عند العرب والمسلمين.
حصل على درع شوامخ المؤرخين العرب عام 2007 ومنح العديد من الألقاب الفخرية منها أستاذ كرسي شرفي للدراسات التاريخية والحضارة العربية الإسلامية في جامعة شيان للدراسات الدولية (جمهورية الصين الشعبية) منذ عام 2017، ومستشار وسفير أكاديمي للجامعة الإسلامية العالمية بماليزيا منذ عام 2014.

## المؤلفات
1. معالم الحضارة الإسلامية، دار البشير، الشارقة، 2016.
2. رعاية الضعفاء في الحضارة الإسلامية، منشورات المنتدى الإسلامي بالشارقة،2014.
3. المرشد الوجيز في التاريخ والحضارة الإسلامية، مكتبة الثقافة الدينية للنشر والتوزيع والتصدير، 2011.
4. تاريخ أمن المعلومات في الحضارة الإسلامية، دار القلم، دبي، 2007.
5. الطفولة في ظل الحضارة الإسلامية (ضمن سلسلة اللمسات الإنسانية في الحضارة الإسلامية رقم 1)، مكتبة الصحابة، 2003.
6. رعاية الفئات الخاصة في الحضارة الإسلامية (ضمن سلسلة اللمسات الإنسانية في الحضارة الإسلامية رقم2)، مكتبة الصحابة، 2003.
7. الرفق بالحيوان (ضمن سلسلة اللمسات الإنسانية في الحضارة الإسلامية رقم3) مكتبة الصحابة، 2003.
8. صور من التكافل الاجتماعي ضمن سلسلة اللمسات الإنسانية في الحضارة الإسلامية رقم4)، مكتبة الصحابة، 2003.
9. صور من تسامح الحضارة الإسلامية مع غير المسلمين (ضمن سلسلة اللمسات الإنسانية في الحضارة الإسلامية رقم5)، مكتبة الصحابة، 2003. (ترجمته الأمريكية آن شبو ونالت درجة الماجستير في الترجمة من الجامعة الأمريكية بالشارقة).
10. أضواء على دور قبيلة بلي في الحضارة الإسلامية، الرياض، مؤسسة اليمامة (كتاب الرياض رقم 35)، ط1، 1996، ط2، دار المعالم الثقافية، الإحساء، 1998.
11. القضاء في الدولة الإسلامية تاريخه ونظامه (في مجلدين)، الناشر المركز العربي للدراسات الأمنية التابع لجامعة الدول العربية، الرياض، 1994.
12. دور المرأة في الاستخبارات الإسلامية، دار الإصلاح – الإحساء، 1994.
13. المخابرات في الدولة الإسلامية، المركز العربي للدراسات الأمنية، الرياض، ط2، 1990م. (أول كتاب يصدر في الوطن العربي يحمل هذا العنوان)
14. دولة المرابطين في عهد علي بن يوسف بن تاشفين - دراسة سياسية حضارية، دار الندوة الجديدة، بيروت، 1985
15. هوية القدس الوقفية (تسامح وتعايش) 2018 (تحت الطباعة).

## أبحاث مختارة
1. الإدارة الإسلامية نشأتها وتطورها، مجمع السيرة النبوية – الأمانة العامة للأوقاف بالكويت 2014/2/18.
2. الوقف عبر التاريخ الإسلامي، موسوعة مدونة أحكام الوقف، الأمانة العامة للأوقاف - دولة الكويت.2012/11/27
3. أضواء على رعاية الحضارة الإسلامية للمسنين، مجلة المؤرخ العربي التي تصدر عن اتحاد المؤرخين العرب بالقاهرة، العدد الخامس عشر، مارس، 2008.
4. نظم الاستخبارات الأيوبية في عهد صلاح الدين الأيوبي – مجلة مؤتة للبحوث والدراسات، المجلد الثاني والعشرون، العدد الرابع، 2007.
5. صور من دور المرأة في الاستخبارات الإسلامية، حوليات كلية الآداب، عين شمس،2007.
6. مدخل لدراسة أمن الطرق في الحضارة الإسلامية (نماذج مختارة)، مجلة جامعة الشارقة للعلوم الإنسانية والاجتماعية، مقبول للنشر، 2007.
7. المثاقفة بين العرب والغرب – التجربة الأندلسية نموذجا-، مجلة المؤرخ المصري، العدد 29، 2006.
8. أوقاف بيت المقدس نموذجاً لعدالة الإسلام والتسامح بين الأديان، حوليات ادآب جامعة عين شمس، 2006.
9. مدخل لدراسة الاستخبارات الأموية – مجلة جامعة الشارقة للعلوم الشرعية والإنسانية – مجلد2، العدد1، فبراير 2005.
10. دور حرية التعبير في الازدهار الحضاري – مجلة شؤون اجتماعية – الجامعة الأمريكية في الشارقة – العدد 88، شتاء 2005.
11. مكتبات بيت المقدس من الفتح الأيوبي إلى الاغتصاب الصهيوني –مجلة التاريخ العربي تصدرها جمعية المؤرخين المغاربة –العدد 32، خريف 2004.
12. توسيع مدى الابصار لدى العاملين في الوحدات الخاصة، مجلة الأمن والقانون –كلية شرطة دبي، السنة العاشرة، ع1 يناير 2002.
13. رواد التجديد في الدراسات التاريخية، مجلة كلية الدراسات الإسلامية والعربية بدبي، العدد التاسع عشر، يونيو 2000م.
14. ملاحظات حول إعادة كتابة التاريخ، مجلة آفاق الثقافة والتراث، الصادرة عن دائرة البحث العلمي والدراسات بمركز جمعة الماجد للثقافة والتراث، العددان السابع والعشرون والثامن والعشرون يناير 2000م.
15. تاريخ الدولة الأموية كما جاء في مجموع فتاوى شيخ الإسلام ابن تيمية، مجلة كلية الآداب، جامعة المنوفية، عدد أبريل 1996.
16. لمحه عن القضاء في المدينة المنورة في العصر الأموي، مجلة كلية الآداب جامعة المنوفية، عدد أبريل 1995.
17. الكتابة السرية والرموز في التراث العربي، الجمعية التاريخية السعودية، جامعة الملك سعود، الرياض، 1991
18. الكتمان في التراث العربي الإسلامي، مجلة الأمن، وزارة الداخلية السعودية، ع3، 1991.
19. التحكيم عند العرب في الجاهلية، الجمعية التاريخية السعودية، 1991
20. رعاية الأرامل في حضارتنا الإسلامية، مجلة الفتح، ع42، السنة الرابعة، محرم، 1425هـ.

## وصلات خارجية
- صفحة الدكتور سلامة البلوي على الـYoutube
- صفحة المؤلف على GoodReads